# Democrata Futebol Clube
Pour les articles homonymes, voir Democrata.
Maillots
Le Democrata Futebol Clube est un club brésilien de football basé à Sete Lagoas dans l'État du Minas Gerais. 

## Palmarès
- Championnat du Minas Gerais :
  - Vice-champion : 1963.

- Championnat du Minas Gerais de deuxième division :
  - Champion : 1982.